# Eurhinocricus biolleyi
Eurhinocricus biolleyi är en mångfotingart som beskrevs av Henri W. Brölemann 1903. Eurhinocricus biolleyi ingår i släktet Eurhinocricus och familjen Rhinocricidae. Inga underarter finns listade i Catalogue of Life.